# 청소년을 위한 관현악 입문
《청소년을 위한 관현악 입문 작품번호 34》(영어: The Young Person's Guide to the Orchestra)은 벤저민 브리튼이 1945년에 작곡한 관현악곡이다. 부제는 《퍼셀의 주제에 의거한 변주곡과 푸가》(Variations and Fugue on a Theme of Purcell)이다.
영국 정부가 제작한 청소년 교육 영화인 《오케스트라의 악기》(Instruments of the Orchestra)를 위해 작곡한 관현악곡이다. 헨리 퍼셀이 작곡한 《무어인의 복수》에서 유래한 주제를 바탕으로 관현악에서 사용되는 악기의 특징을 알기 쉽도록 작곡했으며 악기 해설을 덧붙이고 있다.

## 악기
- 목관악기: 피콜로, 플루트2, 오보에2, 클라리넷2(내림 마조와 가조), 바순2
- 금관악기: 호른(바조)4, 트럼펫(다조)2, 트롬본3(테너 2, 베이스 1), 튜바
- 타악기: 팀파니, 실로폰, 큰북, 작은북, 탬버린, 심벌즈, 트라이앵글, 우드블록, 캐스터네츠, 공, 채찍
- 현악기: 하프, 현악5부(제1·2바이올린, 비올라, 첼로, 더블베이스)

## 구성
- 제1부: 주제
  - 전체(라단조), 목관악기(바장조), 금관악기(내림 마장조), 현악기(사단조), 타악기(가장조) 순으로 연주됨. (Allegro maestoso e largamento, 당당하고 빠르고 폭넓게)
- 제2부: 변주곡
  - 제1변주곡: 하프에 바이올린을 수반한 플루트와 피콜로에 의한 변주가 전개됨. (Presto, 매우 빠르게)
  - 제2변주곡: 현악기와 팀파니를 수반한 오보에 2중주에 의한 변주가 전개됨. (Lento, 느리게)
  - 제3변주곡: 현의 피치카토와 튜바의 리듬을 수반한 클라리넷 2중주에 의한 변주가 전개됨. (Moderato, 보통 빠르게)
  - 제4변주곡: 제1바이올린을 제외한 현악기 4부와 작은북의 리듬을 수반한 바순에 의한 장대한 행진곡풍의 변주가 전개됨. (Allegro, 빠르고 경쾌하게)
  - 제5변주곡: 관악기와 큰북의 리듬을 수반한 제1·제2바이올린에 의한 폴란드 무곡풍의 찬란한 변주가 전개됨. (Brillante, 화려하게)
  - 제6변주곡: 관악기군의 반주에 의한 비올라 중심의 변주가 전개됨. (Meno mosso, 덜 빠르게)
  - 제7변주곡: 클라리넷·호른·하프·비올라를 반주로 해서 첼로가 노래하듯이 변주가 전개됨. (Lusingando, 달래듯이)
  - 제8변주곡: 목관악기와 탬버린을 반주로 한 콘트라베이스에 의한 유머러스한 변주가 전개됨. (Cominciando lento ma poco a poco accel. al Allegro, 느리게 시작하다가 점차 빠르고 경쾌하게)
  - 제9변주곡: 하프가 현악기 합주와 심벌즈·공을 배경으로 아르페지오와 글리산도를 전개함. (Maestoso, 장엄하게)
  - 제10변주곡: 금관악기군에 의한 변주가 나타나는데 4대의 호른이 바이올린을 제외한 현악기와 팀파니·하프의 반주로 변주함. (L'istesso tempo, 앞 부분과 같이 빠르게)
  - 제11변주곡: 2대의 트럼펫이 더블베이스를 제외한 현악기 4부와 작은북의 리듬을 타고 변주함. (Vivace, 빠르고 생기 있게)
  - 제12변주곡: 트롬본이 목관악기·호른·트럼펫·콘트라베이스의 리듬을 타고 화려하게 연주함. (Allegro pomposo, 빠르고 경쾌하고 장중하게)
  - 제13변주곡: 타악기군에 의한 현악기 합주를 배경으로 팀파니-큰북과 심벌즈-탬버린과 트라이앵글-작은북과 우드블록-실로폰-캐스터네츠-공이 차례차례 가세하면서 끝 부분에는 채찍을 포함한 모든 타악기가 연주됨. (Moderato, 보통 빠르게)
- 제3부: 푸가 (독주곡, Allegro molto, 대단히 빠르게)